# Culicoides leoni
Culicoides leoni är en tvåvingeart som beskrevs av Barbosa 1952. Culicoides leoni ingår i släktet Culicoides och familjen svidknott.
Artens utbredningsområde är Ecuador. Inga underarter finns listade i Catalogue of Life.